# Niedermühle (Hundisburg)

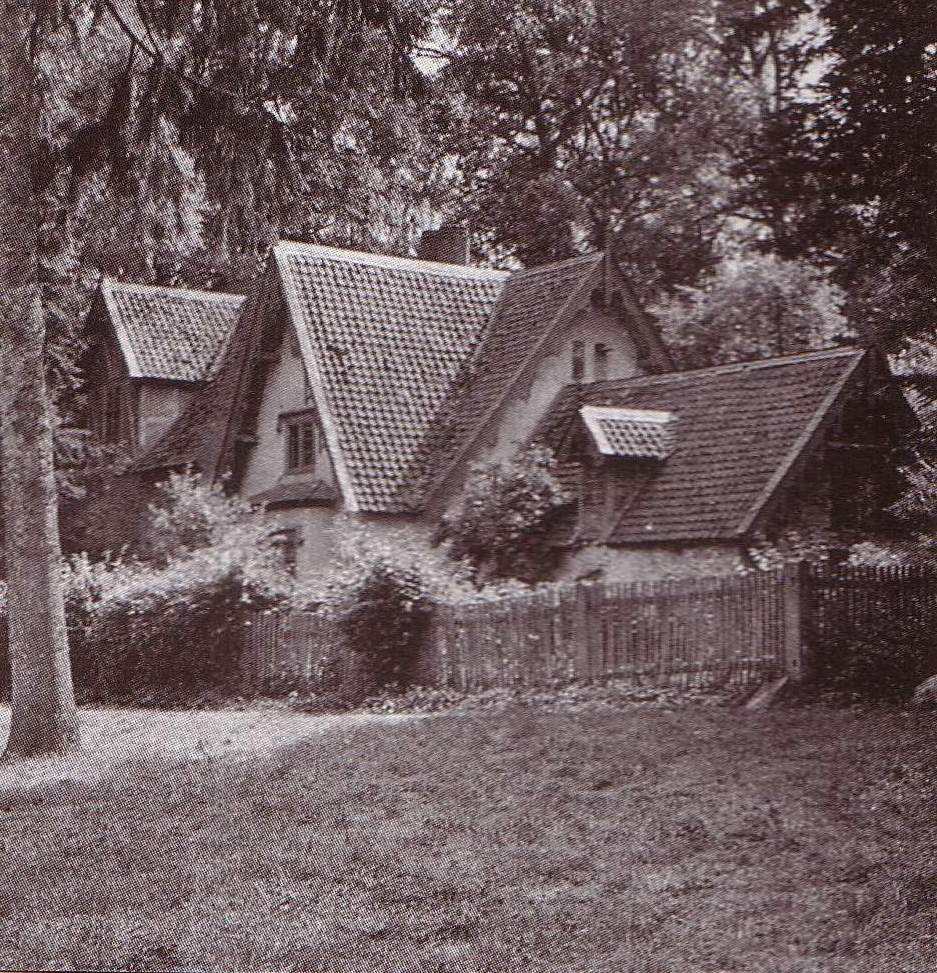
Die Niedermühle von der Rückseite um 1910

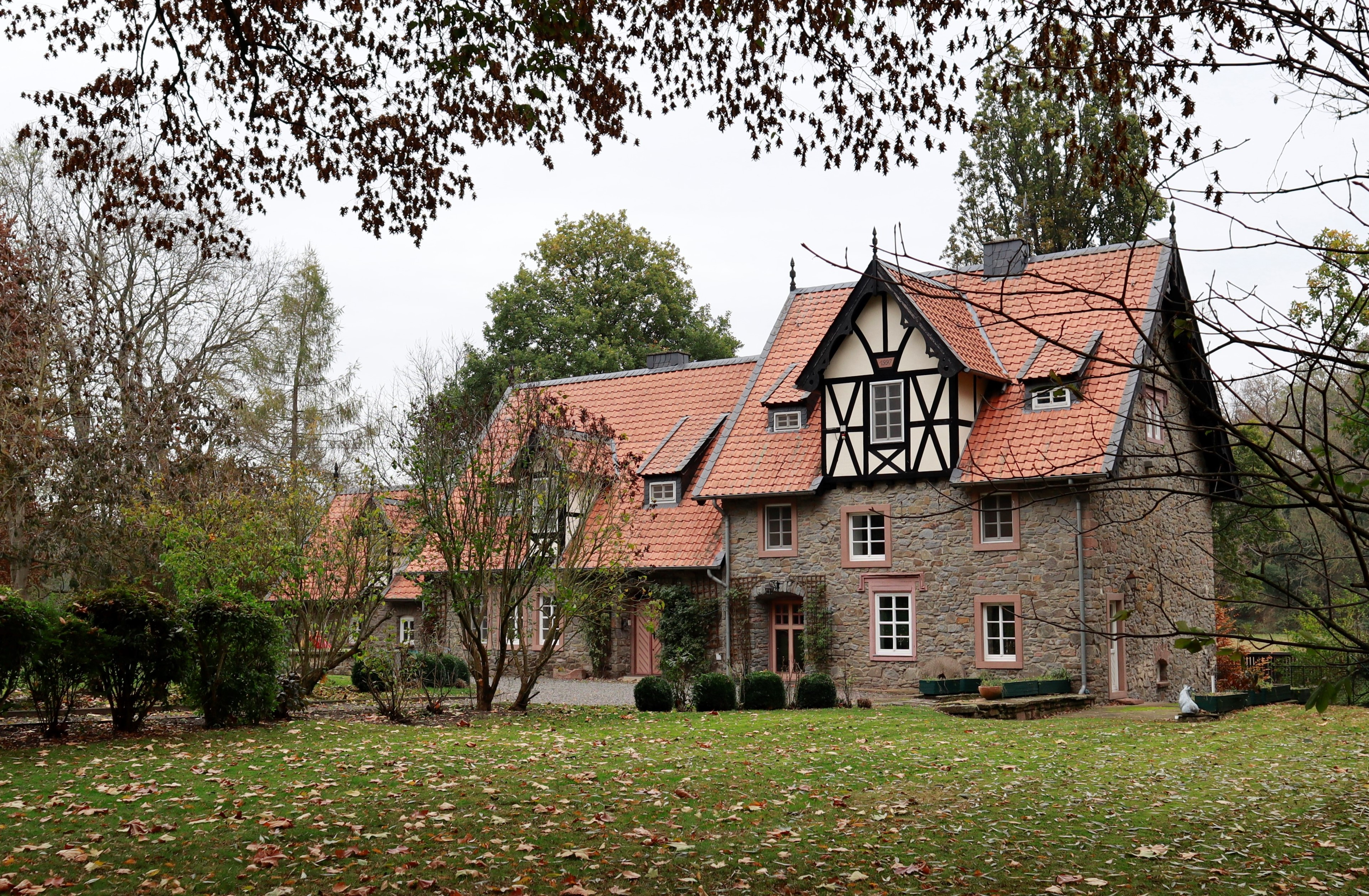
Frontseite der ehemaligen Mühle, 2019

Die Niedermühle ist eine denkmalgeschützte ehemalige Mühle im Ortsteil Hundisburg der Stadt Haldensleben in Sachsen-Anhalt. Im örtlichen Denkmalverzeichnis ist das Gebäude unter der Erfassungsnummer 094 50047 als Baudenkmal eingetragen.

## Lage
Das Gebäude steht am Waldweg nordwestlich unterhalb des Hundisburger Schlosshügels in der Beberaue am Mühlgraben, der in die 80 Meter entfernt fließende Beber ableitet. Der Mühlgraben wurde im Mittelalter angelegt und diente dem Auffangen des Hangwassers und der Entwässerung der Aue. Dem Waldweg folgend befinden sich in etwa 100 Meter Entfernung das denkmalgeschützte Hundisburger Zechenhaus und nach 400 Metern das ebenfalls unter Denkmalschutz stehende Hundisburger Forsthaus.

## Geschichte
Das heute als Wohnhaus genutzte Gebäude ist eine ehemalige Mühle. Wenigstens seit Beginn des 17. Jahrhunderts befand sich an dieser Stelle eine wassergetriebene Getreidemühle. So wird diese Mühle in einer Belehnungsurkunde von 1609 erwähnt. Etwa um 1814 ließ Johann Gottlob Nathusius an deren Stelle ein vorindustrielles Fabrikgebäude mit Schmelzhütte, Eisengiesserei und einem ebenfalls wassergetriebenen Kupferhammer errichten, das später in eine Eisengiesserei für Ofenplatten umgewandelt wurde. Dieses Fabrikgebäude hatte vermutlich deutlich größere Ausmaße als der heute hier vorhandene Baukörper und dürfte dem etwa zeitgleich errichteten Zechenhaus geähnelt haben.
Nach Ende der industriellen Ära in Hundisburg erfolgte etwa 1843 unter Hermann von Nathusius der Abriss der Fabrik und der Neubau einer Getreidemühle. Bereits am 21. Mai 1836 wurde im Neuhaldensleber Wochenblatt bekannt gemacht, dass Nathusius beabsichtige, anstatt des bislang als Kupferhammer genutzten Gebäudes eine Ölmühle mit zwei Gängen anzulegen. Dieser Plan wurde jedoch nicht realisiert. Stattdessen wurden beim Neubau 1843 eine Getreidemühle mit zwei Mahlgängen für Mehl und Schrot installiert. Die Mahlgänge wurden von einer Welle getrieben, die von einem ober- oder mittelschächtigen Wasserrad angetrieben wurde. 1881 ließ Joachim von Nathusius zusätzlich eine Kreissäge installieren. 1891 wurden die Walzensysteme ausgetauscht, es wurden drei Mahl- und ein Schrotgang eingebaut. Vermutlich in den 1920er Jahren wurde der Mühlenbetrieb eingestellt. Das Gebäude wurde 1921 zur Gutsarbeiterunterkunft in die heutige Form umgebaut. Im Jahr 1997 erwarb die Familie Nathusius das Gebäude erneut und sanierte es. Während der Sanierung wurde eine Brücke über den Mühlgraben abgerissen. Die Niedermühle wird heute als Wohnhaus genutzt.
Das Gebäude ist einer der markanten Blickpunkte im Landschaftspark Althaldensleben-Hundisburg. Der große ästhetische Reiz der Mühle in Verbindung mit der Bedeutung des von Johann Gottlob Nathusius geplanten Landschaftsparkes sowie die besonders auffällige Gestaltung im englischen Cottage- oder Landhausstil (vor allem für ein Zweckgebäude) führen zum Denkmalschutzstatus.

## Architektur
Das im Cottagestil gehaltene Gebäudeensemble besteht aus drei ineinandergebauten Gebäudeteilen mit unterschiedlichen First- und Traufhöhen. Sie sind aus Bruchstein errichtet und verfügen über steile Satteldächer und Fachwerkgauben. Das höchste Gebäude ist die eigentliche Mühle direkt an der Beber mit prägnanten Aufzugserkern. Heute befinden sich an diesem Gebäudeteil ein gotisierendes Fenster zur Hofseite sowie ein Giebelfenster. Das Wasserrad befand sich an der Giebelseite und war überdacht, es war durch eine Pforte vom Mühlenraum aus zugänglich. Der mittlere Gebäudeteil war das Wohnhaus des Müllers. Es verfügt über einen breiten Quergiebel, einen Vorbau und große Fenster. Der anschließende, ehemalige Stall ist das niedrigste der drei Gebäudeelemente; er verfügt über Erker an beiden Traufseiten. Das Mauerwerk war bis auf den Sockel verputzt, die Fensterrahmen naturfarben oder dunkel gestrichen. Die Dächer waren mit Krempziegeln gedeckt, die Firste und Ortgänge bestanden aus Schiefer. Die Ortgangblätter waren kunstvoll geschnitten.